# Hlavní říšský komisař
Hlavní císařský komisař nebo též hlavní říšský komisař (německy Prinzipalkommissar) bylo označení pro funkci oficiálně pověřeného zástupce císaře Svaté říše římské při zasedáních Říšského sněmu a dalších shromážděních od 16. do konce 18. století.

## Vývoj
Společně s vývojem říšského sněmu od nepravidelně svolávaného shromáždění vysokých hodnostářů a úředníků Svaté říše římské s králem, resp. císařem až po trvalý kongres vyslanců, Stálý říšský sněm, byla osobní účast na říšských shromážděních umožněna jen několika vybraným knížatům. Proto se zastupování stavu, resp. jeho hlasu jiným stavem nebo jinou pověřenou osobou, postupně v průběhu raného novověku stalo z výjimky pravidlem.
Zatímco zástupci menších říšských knížat mohli veskrze pocházet z řad nižší šlchty, či dokonce měšťanstva, byli zastupováním císaře obvykle pověřováni jen vysocí říšští hodnostáři, jako např. arcibiskup salcburský, který nepatřil k radě kurfiřtů.
Hlavní komisař jako zástupce císaře mj. předsedal společnému zasedání celého Říšského sněmu (tzv. Říšská svorská rada) a zpravidla jej doplňoval jeden nebo dva tzv. spolukomisař (Konkommissar). Hlavní komisař jménem panovníka předával císařské propozice direktoriu Říšského sněmu, které je předneslo a zveřejnilo.

## Seznam hlavních císařských komisařů
| 1663–1668: | hrabě Guidobald z Thun-Hohensteina, kníže-arcibiskup salcburský (1616–1668)               |
| 1668–1669: | hrabě David Ungnad z Weissenwolffu (1604–1672)                                            |
| 1669–1685: | hrabě Markvart II. Šenk z Castellu, kníže-biskup eichstättský (1605–1685)                 |
| 1685–1687: | hrabě Šebestián z Pöttingu, kníže-biskup pasovský (1628–1689)                             |
| 1688–1691: | markrabě Heřman Bádenský (1628–1691)                                                      |
| 1692–1700: | kníže Ferdinand August z Lobkowicz, vévoda zaháňský (1655–1715)                           |
| 1700–1712: | kardinál Jan Filip z Lambergu, kníže-biskup pasovský (1651–1712)                          |
| 1712–1716: | kníže Maxmilián Karel z Löwenstein-Wertheim-Rochefortu (1656–1718)                        |
| 1716–1725: | kardinál Christian August Saský, kníže-arcibiskup ostřihomský, primas uherský (1666–1725) |
| 1726–1735: | kníže Frobenius Ferdinand z Fürstenberg-Meßkirchu (1664–1741)                             |
| 1735–1741: | kníže Josef Vilém z Fürstenberg-Stühlingenu (1699–1762)                                   |
| 1741–1745: | kníže Alexandr Ferdinand z Thurn-Taxisu (1704–1773)                                       |
| 1745–1748: | kníže Josef Vilém z Fürstenberg-Stühlingenu (1699–1762)                                   |
| 1748–1773: | kníže Alexandr Ferdinand z Thurn-Taxisu (1704–1773)                                       |
| 1773–1797: | kníže Karel Anselm z Thurn-Taxisu (1733–1805)                                             |
| 1797–1806: | kníže Karel Alexandr z Thurn-Taxisu (1770–1827)                                           |